# Panik (musikgrupp)
Panik är ett tyskt rockband med medlemmar från Neumünster i Tyskland. Bandet hade tidigare funnits mellan 2002 och 2007, med nästan samma medlemmar, men hade under 2007 ombildats under namnet Nevada Tan. 2008 bytte Nevada Tan tillbaka till namnet Panik när de bytte skivbolag på grund av att de var missnöjda med sina managers.
Bandet spelar nu metal på tyska och jämförs ofta med Linkin Park.

## Medlemmar
Nuvarande medlemmar
- Franky Ziegler – sång (2002–2010, 2016–)
- David Bonk – gitarr, keyboard, körsång (2002–2010, 2016–)
- Timo Sonnenschein – rap, sång (2002–2010, 2016–)
- Jan Werner – DJ, programmering (2002–2010, 2016–)
- Juri Ibo Kaya Schewe – trummor, percussion (2002–2010, 2016–)

Tidigare medlemmar
- Christian Linke – basgitarr, gitarr, körsång (2002–2009)
- Max Böhlen – trummor, percussion (2003–2006)

Turnerande medlemmar
- Tim Klein – basgitarr (2010)
- Thorben Tschertner – basgitarr (2017)

## Diskografi

### Singlar
- som Nevada Tan:

| Titel        | Släppt           |
| ------------ | ---------------- |
| "Revolution" | 30 mars, 2007    |
| "Vorbei"     | 8 juni, 2007     |
| "Neustart"   | 24 augusti, 2007 |

- som Panik:

| Titel                 | Släppt            |
| --------------------- | ----------------- |
| "Was würdest du tun?" | 15 februari, 2008 |
| "Lass Mich Fallen"    | 5 september, 2009 |

### Album
- som Nevada Tan:

| Titel             | Släppt         |
| ----------------- | -------------- |
| Niemand hört dich | 20 april, 2007 |

- som Panik:

| Titel | Släppt             |
| ----- | ------------------ |
| Panik | 25 september, 2009 |

### DVD
| Titel                    | Släppt             |
| ------------------------ | ------------------ |
| Niemand hört dich - Live | 28 september, 2007 |